# A Journal for Jordan
Pour plus de détails, voir Fiche technique et Distribution.
A Journal for Jordan est un film américain réalisé par Denzel Washington et sorti en 2021. Il s'agit d'une adaptation du récit autobiographique A Journal for Jordan: A Story of Love and Honor de Dana Canedy (en), qui raconte la mort de son mari soldat en Irak et du journal qu'il a laissé à leur fils.

## Synopsis
Charles Monroe King est premier sergent de l'armée de terre américaine et engagé dans la guerre d'Irak. Se sentant en danger, il décide d'écrire un journal intime pour son fils Jordan, né après son départ en Irak. Il y raconte ses peurs, ses doutes et le prépare à vivre sans lui.

## Fiche technique
Sauf indication contraire, les informations mentionnées dans cette section peuvent être confirmées par la base de données cinématographiques IMDb,  présente dans la section « Liens externes ».
- Titre original : A Journal for Jordan
- Réalisation : Denzel Washington
- Scénario : Virgil Williams, d'après A Journal for Jordan: A Story of Love and Honor de Dana Canedy (en)
- Musique : Marcelo Zarvos
- Direction artistique : Peter Borck et James C. Feng
- Décors : Sharon Seymour
- Costumes : Sharen Davis
- Photographie : Maryse Alberti
- Montage : Hughes Winborne
- Production : Todd Black, Jason Blumenthal, Aaron L. Gilbert, Michael B. Jordan, Steve Tisch et Denzel Washington

Coproducteurs : Don Phillip Smith et Donald Sparks
Producteurs délégués : Molly Allen et Jason Cloth
- Sociétés de production : BRON Studios, Escape Artists, Outlier Society et Sony Pictures Entertainment
- Sociétés de distribution : Sony Pictures Entertainment (États-Unis), Sony Pictures Releasing France (France)
- Budget : 25 millions de dollars[1]
- Pays de production :  États-Unis
- Langue originale : anglais
- Format : couleur
- Genre : drame biographique, guerre
- Durée : 131 minutes
- Dates de sortie[2] :
  - États-Unis : 9 décembre 2021 (avant-première au AMC Lincoln Square à New York)
  - États-Unis : 25 décembre 2021
  - France : 3 octobre 2022 (en VOD)

## Distribution
- Michael B. Jordan (VQ : Fayolle Jean Jr.) : le premier sergent Charles Monroe King
- Chanté Adams (VQ : Kim Jalabert) : Dana Canedy (en)
- Jalon Christian (VQ : Mathis Kavanagh) : Jordan
- Robert Wisdom (VQ : Fayolle Jean Jr.) : M. Canedy
- Tamara Tunie (VQ : Marika Lhoumeau) : Mme Canedy
- Vanessa Aspillaga (VQ : Véronique Marchand) : Robin
- Jasmine Batchelor (VQ : Sofia Blondin) : Gewn Canedy
- Marchant Davis (VQ : Lyndz Dantiste) : Mike Canedy
- Susan Pourfar (VQ : Julie Beauchemin) : Miriam
- Samuel Caleb Walker (VQ : Nicolas Bacon) : Imhoff
- Johnny M. Wu : Manny

## Production

### Genèse, développement et distribution des rôles
En janvier 2018, Denzel Washington est annoncé comme réalisateur du film Journal for Jordan, écrit par Virgil Williams d'après les mémoires de Dana Canedy. En février 2019, Michael B. Jordan est annoncé dans le rôle principal. En octobre 2020, Chanté Adams est choisie pour incarner sa femme, Dana Canedy.
En février 2021, la distribution s'étoffe avec les arrivées de Robert Wisdom, Johnny M. Wu et Jalon Christian. Le mois suivant, c'est Tamara Tunie qui rejoint le film.
Peu avant le début du tournage, Denzel Washington se rend à Fort Irwin, centre d'entrainement des forces armées des États-Unis, pour y rencontrer des soldats et leurs familles.

### Tournage
Le tournage débute en décembre 2020 malgré la pandémie de Covid-19,. Il se déroule notamment à Fort Irwin, centre d'entrainement des forces armées des États-Unis situé dans le désert des Mojaves en Californie.